# Schiffornis stenorhyncha
El llorón alirrufo (Schiffornis stenorhyncha), también denominado saltarín alirrufo (en Colombia), es una especie de ave paseriforme perteneciente al género Schiffornis de la familia Tityridae. Es nativo del sur de América Central y del norte de América del Sur. 

## Distribución y hábitat
Se distribuye por las tierras bajas tropicales del este de Panamá y norte de Colombia y Venezuela.

## Sistemática

### Descripción original
La especie S. stenorhyncha fue descrita por primera vez por los ornitólogos británicos Philip Lutley Sclater y Osbert Salvin en 1869 bajo el nombre científico Heteropelma stenorhynchum.

### Taxonomía
Este género ha sido tradicionalmente colocado en la familia Pipridae; la Propuesta N° 313 al South American Classification Committee (SACC), siguiendo los estudios de filogenia molecular de Ohlson et al. (2007), aprobó la adopción de la nueva familia Tityridae, incluyendo el presente y otros géneros.
Las anteriormente subespecies Schiffornis turdina stenorhyncha, S. turdina aenea, S. turdina olivacea y S. turdina veraepacis fueron divididas de Schiffornis turdina y elevadas a especies plenas siguiendo los estudios moleculares y sonogramas de Nyári, A (2007) y los estudios complementares de variación geográfica de voces, localidades tipo e itens prioritarios de Donegan et al (2011). La propuesta N° 505 al South American Classification Committee (SACC) fue aprobada en octubre de 2011, con dichos cambios taxonómicos.

### Subespecies
Según la clasificación del Congreso Ornitológico Internacional (IOC) y Clements Checklist v.2016, se reconocen 2 subespecies, con su correspondiente distribución geográfica:
- Schiffornis stenorhyncha stenorhyncha (Sclater & Salvin, 1869) - noreste tropical de Colombia y norte de Venezuela (Zulia al este hasta Aragua).
- Schiffornis stenorhyncha panamensis Hellmayr, 1929 - centro y este tropical de Panamá y noroeste de Colombia (norte del Chocó, oeste de Córdoba).